# Município de College (condado de Knox, Ohio)
Localização do Ohio nos E.U.A.
O município de College (em inglês: College Township) é um município localizado no condado de Knox no estado estadounidense de Ohio. No ano 2010 tinha uma população de 2731 habitantes e uma densidade populacional de 164,6 pessoas por km².

## Geografia
O município de College encontra-se localizado nas coordenadas 40° 22′ 17″ N, 82° 23′ 42″ O. Segundo o Departamento do Censo dos Estados Unidos, o município tem uma superfície total de 16.59 km², da qual 16,29 km² correspondem a terra firme e (1,83 %) 0,3 km² é água.

## Demografia
Segundo o censo de 2010, tinha 2731 pessoas residindo no município de College. A densidade de população era de 164,6 hab./km².